# Валь-де-Грас

Кварталы V округа

Валь-де-Грас (фр. Val-de-Grâce) — 19-й административный квартал Парижа, расположенный в V округе.

## Местоположение
На юге границей квартала является бульвар Пор-Руаяль; на западе — бульвар Сен-Мишель; на севере — улицы Суффло, Фоссе-Сен-Жак и Эстрапад; на востоке — улицы Муфтар и Паскаль.

## Достопримечательности
- Госпиталь Валь-де-Грас
- Аббатство Валь-де-Грас
- Церковь Валь-де-Грас

## Учебные и научные заведения
- Высшая нормальная школа
- Институт Кюри
- Высшая школа промышленной физики и химии
- Schola Cantorum